# Раймундо Орсі
Раймундо Бібіан «Мумо» Орсі (ісп. Raimundo Bibiani «Mumo» Orsi; 2 грудня 1901, Авельянеда, Аргентина — 6 квітня 1986, Сантьяго, Чилі) — аргентинський і італійський футболіст, нападник. Переможець другого чемпіонату світу.

## Біографія
Народився в родині італійця та іспанки. В дитинстві, як і решта сусідських дітлахів, вагаь вільний час грав у футбол на вузьких вуличках рідної Авельянеди. Свою яскраву футбольну кар'єру почав у юнацькій команді клубу «Індепендьєнте», вже в шістнадцять років дебютував за основний склад у матчі проти «Расінга». Популярність нападника ззрістала від матча до матчу.
Він діяв на лівому фланзі і приводив публіку в захват своїми стрімкими проходами. Володів невичерпним арсеналом фінтів, завжди користуючись якраз тим, якого не очікували захисники. Його рейди закінчувалися або передачами в центр штрафного майданчика на кого-небудь з партнерів, або власним ударом з гострого кута.
У грудні 1920 року зіграв першу гру в чемпіонаті Аргентини, у тому ж матчі дебютував і Мануель Сеоане. 1922 року «Індепендьєнте» став чемпіоном країни, вперше у своїй історії. В 1927 році клуб зміг повторити це досягнення. Також, тричі поспіль здобував перемоги у кубку Незалежності (1924, 1925, 1926).
У складі національної збірної дебютував 10 серпня 1924 року. У Буенос-Айресі аргентинці зіграли внічию з командою Уругваю. 1927 року збірна Аргентини стала чемпіоном Південної Америки, але Орсі провів лише один матч на турнірі — у півфіналі проти перуанців.
Футбольне визнання прийшло наступного року, на Олімпійських іграх в Амстердамі. Команда впевнено здобувала перемоги над європейськими командами. У фіналі вийшли дві південноамериканські збірні.

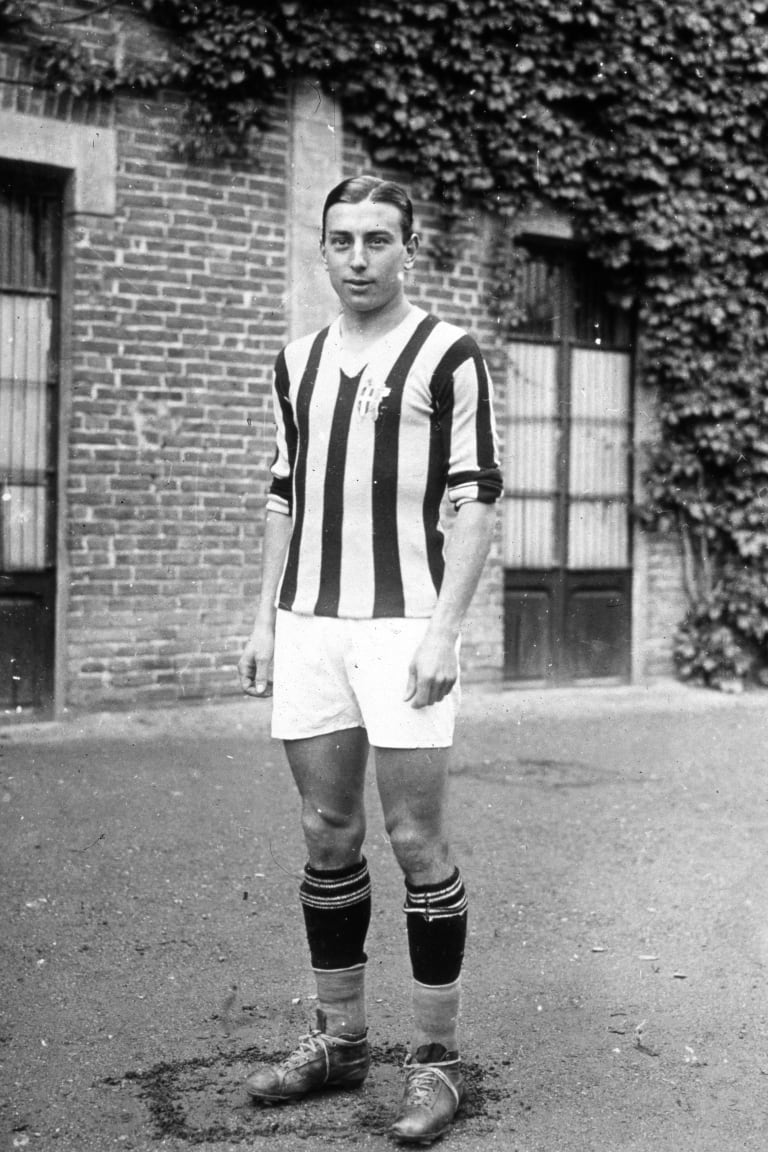
Раймундо Орсі («Ювентус»)

Команда Уругваю взяла реванш за поразку на чемпіонаті Південної Америки, хоча для цього довелося проводити додаткови матч — перший, між гідними суперниками, закінчився внічию. Але навіть і після поразки, збірна Аргентини справила величезне враження на футбольну Європу. На гру Орсі звернув увагу Джованні Аньєллі — власник автомобільної компанії ФІАТ і президент футбольної команди «Ювентус».
За перехід гравця італійський клуб заплатив сто тисяч лір, а сам Орсі отримував зарплату у 8 тисяч лір щомісяця. Також Аньєллі подарував Орсі новенький автомобіль «Fiat 509». Щоправда, через оформлення всіх необхідних паперів, дебют у новій команді відбувся лише через півроку.
Став одним з перших «оріунді» в італійському футболі. Незабаром туринський клуб підсилився ще двома аргентинцями: Ренато Чезаріні і Луїсом Монті. У першій половині 30-х років «Ювентус» встановив феноменальний рекорд Серії «А» — п'ять чемпіонських титулів поспіль. Провідними гравцями були воротар Джанп'єро Комбі, захисники Умберто Калігаріс, Вірджиніо Розетта, півзахисники Луїджі Бертоліні, Луїс Монті, Маріо Варльєн, нападники Джованні Феррарі, Раймундо Орсі, Джованні Варльєн, Ренато Чезаріні і Феліче Борель. Очолював команду Карло Каркано. У перших трьох сезонах — найвлучніший гравець команди. Всього за шість сезонів провів 176 лігових матчів, 77 голів.
Італійське «коріння» давало змогу грати і в збірній. У дебютному матчі, 1 грудня 1929 року, проти португальської команди він забив два м'ячі. А через півтора року, в матчі з тими ж португальцями, Орсі забив неймовірний гол, безпосередньо з кутового. Історики футболу вважають, що це був перший гол, забитий саме таким чином.
Вершиною його футбольній біографії став чемпіонат світу 1934 року, хоча участь на цьому турнірі була під великим питанням. 24 грудня 1933 року, у матчі проти «Наполі», отримав тяжку травму: бразилець Жуан Фантоні зламав йому малогомілкову кістку. У лікарні провів шість тижнів, а ще три місяці навіть не тренувався. Однак тренер «Скуадри адзурри» Вітторіо Поццо бачив його в основі своєї команди. Два м'ячі, забиті у першій грі першості проти збірної США, підтвердили правильність рішення італійського наставника. 
У фінальному матчі, чехословацькі футболісти відкрили рахунок за 20 хвилин до кінця поєдинку (Антонін Пуч) і мали можливість забити другий м'яч. Глядачі на трибунах римського стадіону притихли, вже не вірячи в те, що італійці зможуть відігратися. До кінця другого тайму залишалося всього 8 хвилин, коли Раймундо Орсі перехитрив на своєму фланзі двох чехословацьких захисників і під гострим кутом вийшов до воріт. М'яч, після його удару, Франтішек Планічка зумів лише зачепити кінчиками пальців. У додатковий час Анджело Ск'явіо забив другий гол, який виявився вирішальним.
За підсумками турніру увійшов до «символічної збірної»:
| Воротар: Рікардо Самора. Захисники: Хасінто Кінкосес, Еральдо Мондзельйо. Півзахисники: Луїс Монті, Аттіліо Ферраріс, Леонардо Сілауррен. Нападники: Джузеппе Меацца, Раймундо Орсі, Енріке Гвайта, Маттіас Сінделар, Олдржих Неєдлий. |

1935 року Італія розпочала війну в Ефіопії, а на Апеннінах почалася загальна мобілізація. Раймундо Орсі вирішив повернутися до Південної Америки. По одному сезону захищав кольори аргентинських клубів«Індепендьєнте», «Бока Хуніорс», «Платенсе», «Альмагро». Грав за уругвайський «Пеньяроль» і бразильський «Фламенго». 9 серпня 1936 року провів останній матч у складі збірної Аргентини, перемога над уругвайцями з мінімальним рахунком 1:0. 
Завершивши кар'єру гравця, працював тренером у клубах Мексики, Аргентини і Чилі, у тому числі «Росаріо Сентраль» «Мендосі», «Атланті».

## Досягнення
- Чемпіон світу (1): 1934
- Срібний олімпійський призер: 1928
- Чемпіон Центральної Європи (2): 1930, 1935
- Чемпіон Південної Америки (1): 1927
- Чемпіон Аргентини (2): 1922, 1926
- Чемпіон Італії (5): 1931, 1932, 1933, 1934, 1935
- Чемпіон Уругваю (1): 1938
- Чемпіон штату Ріо-де-Жанейро (1): 1939

## Статистика

### Статистика виступів у «Ювентусі»
| Сезон   | Команда   | Чемпіонат | Чемпіонат | Чемпіонат | Кубок Мітропи | Кубок Мітропи | Кубок Мітропи |
| Сезон   | Команда   | Ліга      | Ігри      | Голи      | Кубок         | Ігри          | Голи          |
| ------- | --------- | --------- | --------- | --------- | ------------- | ------------- | ------------- |
| 1929/30 | «Ювентус» | Д-1       | 34        | 15        | —             | —             | —             |
| 1930/31 | «Ювентус» | Д-1       | 33        | 20        | —             | —             | —             |
| 1931/32 | «Ювентус» | Д-1       | 32        | 20        | КМ            | 3             | 1             |
| 1932/33 | «Ювентус» | Д-1       | 32        | 10        | КМ            | 4             | 3             |
| 1933/34 | «Ювентус» | Д-1       | 24        | 8         | КМ            | 4             | 5             |
| 1934/35 | «Ювентус» | Д-1       | 21        | 4         | КМ            | 6             | 2             |
| Усього  | Усього    | Усього    | 176       | 77        |               | 17            | 11            |

### Статистика виступів за збірні
| Дата       | Місто        | Господарі  | Результат | Гості     | Турнір                         | Голи | Примітки |
| ---------- | ------------ | ---------- | --------- | --------- | ------------------------------ | ---- | -------- |
| 10/08/1924 | Буенос-Айрес | Аргентина  | 0 – 0     | Уругвай   | Товариський матч               | -    |          |
| 31/08/1924 | Монтевідео   | Уругвай    | 2 – 3     | Аргентина | Товариський матч               | -    |          |
| 14/07/1927 | Монтевідео   | Уругвай    | 0 – 1     | Аргентина | Товариський матч               | -    |          |
| 29/08/1927 | Буенос-Айрес | Аргентина  | 0 – 1     | Уругвай   | Товариський матч               | -    |          |
| 27/11/1927 | Ліма         | Перу       | 1 – 5     | Аргентина | Кубок Америки                  | -    | 3 титул  |
| 01/04/1928 | Лісабон      | Португалія | 0 – 0     | Аргентина | Товариський матч               | -    |          |
| 29/05/1928 | Амстердам    | Аргентина  | 11 – 2    | США       | ОІ 1928                        | 2    |          |
| 02/06/1928 | Амстердам    | Аргентина  | 6 – 3     | Бельгія   | ОІ 1928                        | 1    |          |
| 06/06/1928 | Амстердам    | Аргентина  | 6 – 0     | Єгипет    | ОІ 1928                        | -    |          |
| 10/06/1928 | Амстердам    | Уругвай    | 1 – 1     | Аргентина | ОІ 1928 - Фінал (перший матч)  | -    |          |
| 13/06/1928 | Амстердам    | Уругвай    | 2 – 1     | Аргентина | ОІ 1928 - Фінал (перегравання) | -    | 2 місце  |
| 28/09/1928 | Авельянеда   | Аргентина  | 1 – 0     | Чилі      | Товариський матч               | -    |          |
| 09/08/1936 | Авельянеда   | Уругвай    | 0 – 1     | Аргентина | Товариський матч               | -    |          |
| Усього     |              | Матчів     | 13        |           | Голів                          | 3    |          |

| Дата       | Місто     | Господарі      | Результат  | Гості          | Турнір                   | Голи | Примітки |
| ---------- | --------- | -------------- | ---------- | -------------- | ------------------------ | ---- | -------- |
| 01/12/1929 | Мілан     | Італія         | 6 – 1      | Португалія     | Товариський матч         | 2    |          |
| 09/02/1930 | Рим       | Італія         | 4 – 2      | Швейцарія      | Товариський матч         | 1    |          |
| 02/03/1930 | Франкфурт | Німеччини      | 0 – 2      | Італія         | Товариський матч         | -    |          |
| 06/04/1930 | Амстердам | Нідерланди     | 1 – 1      | Італія         | Товариський матч         | -    |          |
| 11/05/1930 | Будапешт  | Угорщина       | 0 – 5      | Італія         | Кубок Центральної Європи | -    |          |
| 22/06/1930 | Болонья   | Італія         | 2 – 3      | Іспанія        | Товариський матч         | -    |          |
| 25/01/1931 | Болонья   | Італія         | 5 – 0      | Франція        | Товариський матч         | -    |          |
| 22/02/1931 | Мілан     | Італія         | 2 – 1      | Австрія        | Кубок Центральної Європи | 1    |          |
| 29/03/1931 | Берн      | Швейцарія      | 1 – 1      | Італія         | Кубок Центральної Європи | -    |          |
| 12/04/1931 | Порту     | Португалія     | 0 – 2      | Італія         | Товариський матч         | 1    |          |
| 19/04/1931 | Більбао   | Іспанія        | 0 – 0      | Італія         | Товариський матч         | -    |          |
| 20/05/1931 | Рим       | Італія         | 3 – 0      | Шотландія      | Товариський матч         | 1    |          |
| 15/11/1931 | Рим       | Італія         | 2 – 2      | Чехословаччина | Кубок Центральної Європи | -    |          |
| 13/12/1931 | Турин     | Італія         | 3 – 2      | Угорщина       | Кубок Центральної Європи | 1    |          |
| 14/02/1932 | Неаполь   | Італія         | 3 – 0      | Швейцарія      | Кубок Центральної Європи | -    |          |
| 20/03/1932 | Відень    | Австрія        | 2 – 1      | Італія         | Кубок Центральної Європи | -    |          |
| 10/04/1932 | Париж     | Франція        | 1 – 2      | Італія         | Товариський матч         | -    |          |
| 08/05/1932 | Будапешт  | Угорщина       | 1 – 1      | Італія         | Кубок Центральної Європи | -    |          |
| 28/10/1932 | Прага     | Чехословаччина | 2 – 1      | Італія         | Кубок Центральної Європи | -    |          |
| 27/11/1932 | Мілан     | Італія         | 4 – 2      | Угорщина       | Товариський матч         | 2    |          |
| 01/01/1933 | Болонья   | Італія         | 3 – 1      | Німеччина      | Товариський матч         | -    |          |
| 12/02/1933 | Брюссель  | Бельгія        | 2 – 3      | Італія         | Товариський матч         | -    |          |
| 02/04/1933 | Женева    | Швейцарія      | 0 – 3      | Італія         | Кубок Центральної Європи | -    |          |
| 07/05/1933 | Флоренція | Італія         | 2 – 0      | Чехословаччина | Кубок Центральної Європи | -    |          |
| 13/05/1933 | Рим       | Італія         | 1 – 1      | Англія         | Товариський матч         | -    |          |
| 22/10/1933 | Будапешт  | Угорщина       | 0 – 1      | Італія         | Кубок Центральної Європи | -    |          |
| 03/12/1933 | Флоренція | Італія         | 5 – 2      | Швейцарія      | Кубок Центральної Європи | 1    |          |
| 27/05/1934 | Рим       | Італія         | 7 – 1      | США            | Mondiali                 | 2    |          |
| 31/05/1934 | Флоренція | Італія         | 1 – 1      | Іспанія        | Mondiali                 | -    |          |
| 01/06/1934 | Флоренція | Італія         | 1 – 0      | Іспанія        | Mondiali                 | -    |          |
| 03/06/1934 | Мілан     | Італія         | 1 – 0      | Австрія        | Mondiali                 | -    |          |
| 10/06/1934 | Рим       | Італія         | 2 – 1 д.ч. | Чехословаччина | Mondiali                 | 1    | 1 титул  |
| 14/11/1934 | Лондон    | Англія         | 3 – 2      | Італія         | Товариський матч         | -    |          |
| 09/12/1934 | Мілан     | Італія         | 4 – 2      | Угорщина       | Товариський матч         | -    |          |
| 24/03/1935 | Відень    | Австрія        | 0 – 2      | Італія         | Кубок Центральної Європи | -    |          |
| Усього     |           | Матчів         | 35         |                | Голів                    | 13   |          |

Фінал чемпіонату світу 1934 року:
| 10 червня 1934 17:30 UTC+1 |

| Італія               | 2 – 1    | Чехословаччина |
| -------------------- | -------- | -------------- |
| Орсі 81' Ск'явіо 95' | Протокол | 76' Пуч        |

| «Стадіо Націонале ПНФ», Рим Глядачів: 45,000 Арбітр: Іван Еклінд (Швеція) |

Італія: Джанп'єро Комбі, Еральдо Мондзельйо, Луїджі Аллеманді, Аттіліо Ферраріс, Луїс Монті, Луїджі Бертоліні, Енріке Гвайта, Джузеппе Меацца, Анджело Ск'явіо, Джованні Феррарі, Раймундо Орсі. 
Чехословаччина: Франтішек Планічка, Йозеф Чтиршокий, Ладислав Женишек, Рудольф Крчил, Штефан Чамбал, Йозеф Коштялек, Антонін Пуч, Олдржих Неєдлий, Їржі Соботка, Франтішек Свобода, Франтішек Юнек.

### Статистика виступів у кубку Мітропи
| №                      | Розіграш               | Стадія                 | Дата та місце проведення | Команда 1              | Рахунок | Команда 2        | Голи та інші дії       |
| ---------------------- | ---------------------- | ---------------------- | ------------------------ | ---------------------- | ------- | ---------------- | ---------------------- |
| 1                      | 1931                   | 1/4                    | 12.07.1931, Турин        | Ювентус                | 2:1     | Спарта (Прага)   |                        |
| 2                      | 1931                   | 1/4                    | 22.07.1931, Прага        | Спарта (Прага)         | 1:0     | Ювентус          |                        |
| 3                      | 1931                   | 1/4 перегр.            | 2.09.1931, Відень        | Спарта (Прага)         | 3:2     | Ювентус          | 20'                    |
| 4                      | 1932                   | 1/4                    | 25.06.1932, Турин        | Ювентус                | 4:0     | Ференцварош      | 14'                    |
| 5                      | 1932                   | 1/4                    | 03.07.1932, Будапешт     | Ференцварош            | 3:3     | Ювентус          | 25'                    |
| 6                      | 1932                   | 1/2                    | 6.07.1932, Прага         | Славія (Прага)         | 4:0     | Ювентус          |                        |
| 7                      | 1932                   | 1/2                    | 10.07.1932, Турин        | Ювентус                | 2:0     | Славія (Прага)   | 41' (пен.)             |
| 8                      | 1933                   | 1/4                    | 22.06.1933, Будапешт     | Уйпешт                 | 2:4     | Ювентус          | 76'                    |
| 9                      | 1933                   | 1/4                    | 29.06.1933, Турин        | Ювентус                | 6:2     | Уйпешт           | 30' 72' 74' (пен.) 78' |
| 10                     | 1933                   | 1/2                    | 09.07.1933, Відень       | Аустрія (Відень)       | 3:0     | Ювентус          |                        |
| 11                     | 1933                   | 1/2                    | 16.07.1933, Турин        | Ювентус                | 1:1     | Аустрія (Відень) |                        |
| 12                     | 1934                   | 1/8                    | 17.06.1934, Турин        | Ювентус                | 4:2     | Тепліцер         |                        |
| 13                     | 1934                   | 1/8                    | 24.06.1934, Тепліце      | Тепліцер               | 0:1     | Ювентус          |                        |
| 14                     | 1934                   | 1/4                    | 01.07.1934, Будапешт     | Уйпешт                 | 1:3     | Ювентус          |                        |
| 15                     | 1934                   | 1/4                    | 08.07.1934, Турин        | Ювентус                | 1:1     | Уйпешт           |                        |
| 16                     | 1934                   | 1/2                    | 25.07.1934, Відень       | Адміра (Відень)        | 3:1     | Ювентус          | 86'                    |
| 17                     | 1934                   | 1/2                    | 29.07.1934, Генуя        | Ювентус                | 2:1     | Адміра (Відень)  | 32'                    |
| Всього у кубку Мітропи | Всього у кубку Мітропи | Всього у кубку Мітропи | Всього у кубку Мітропи   | Всього у кубку Мітропи | 17      |                  | 11                     |